# 에지지우 페레이라 주니오르
에지지우 지 아라우주 페레이라 주니오르(포르투갈어: Egídio de Araújo Pereira Júnior, 1986년 6월 16일 ~ )는 브라질의 축구 선수로 포지션은 왼쪽 측면 수비수이다.